# Pumpkin (album)
Pumpkin è il sessantaduesimo album in studio del chitarrista statunitense Buckethead, pubblicato il 29 ottobre 2013 dalla Hatboxghost Music.

## Descrizione
Trentatreesimo disco appartenente alla serie "Buckethead Pikes", Pumpkin è stato reso disponibile limitatamente per il download gratuito attraverso il sito dei Buckethead Pikes come regalo di Halloween.
A differenza degli altri dischi appartenenti alla serie, di impronta rock progressivo, Pumpkin è un disco costituito da sonorità prevalentemente ambient e noise, che vogliono richiamare l'atmosfera di Halloween.

## Tracce
Musiche di Buckethead.
1. Pumpkin Pikes 1 – 1:51
2. Pumpkin Pikes 2 – 2:39
3. Pumpkin Pikes 3 – 0:40
4. Pumpkin Pikes 4 – 2:03
5. Pumpkin Pikes 5 – 1:11
6. Pumpkin Pikes 6 – 5:41
7. Pumpkin Pikes 7 – 0:49
8. Pumpkin Pikes 8 – 0:53
9. Pumpkin Pikes 9 – 0:30
10. Pumpkin Pikes 10 – 0:26
11. Pumpkin Pikes 11 – 5:12
12. Pumpkin Pikes 12 – 0:14
13. Pumpkin Pikes 13 – 2:04
14. Pumpkin Pikes 14 – 0:20
15. Pumpkin Pikes 15 – 0:30
16. Pumpkin Pikes 16 – 0:59
17. Pumpkin Pikes 17 – 1:26
18. Pumpkin Pikes 18 – 3:45